# Hyphilaria anthias
Hyphilaria anthias är en fjärilsart som beskrevs av William Chapman Hewitson 1874. Hyphilaria anthias ingår i släktet Hyphilaria och familjen Riodinidae. Inga underarter finns listade i Catalogue of Life.

## Bildgalleri

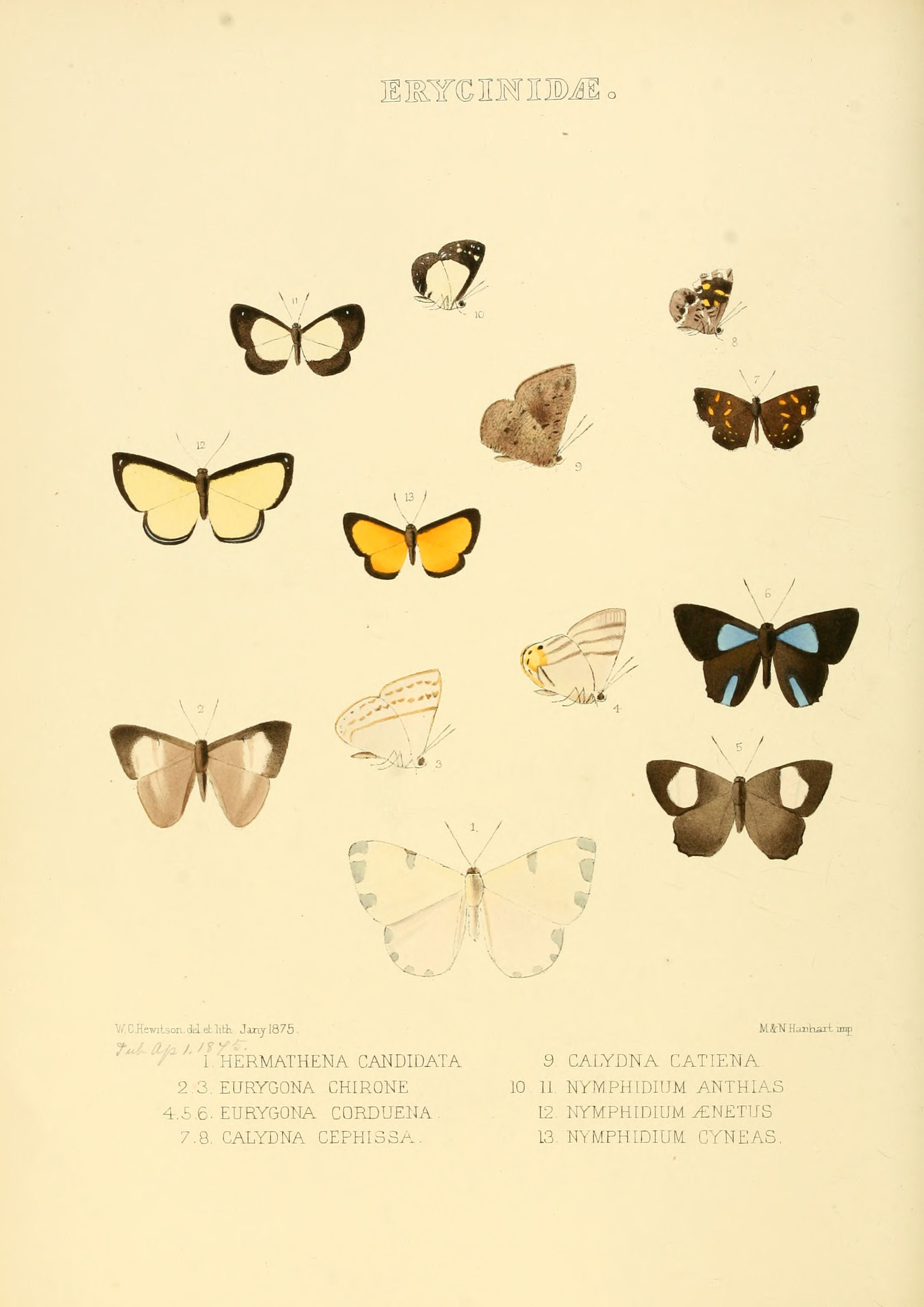